# 비도웁 누이바 국립공원
비도웁 누이바 국립공원(Bidoup Núi Bà National Park)은 베트남 럼동성 담롱현과 락즈엉현에 위치한 국립공원이다.
비도웁 누이바 국립공원은 2004년에 설립되었으며 럼비엔고원의 최고봉인 비도웁(2,287m)과 누이바(2,167m)의 이름을 따서 명명되었다. 총면적이 700.38km2에 달하는 이 공원은 베트남에서 가장 큰 5개의 국립공원 중 하나이다.

## 식물군
2009년 IUCN 적색 목록에 등재된 96종의 고유종과 62종의 희귀종을 포함한 1,933종 이상의 관다발식물이 기록되어 있다. 이 공원은 베트남에 서식하는 33종의 침엽수종 중 14종 이상이 서식하고 있는데, 그중에는 2개의 잎사귀 소나무, 5개의 잎사귀 소나무, 히말라야 유(Taxus Wallichiana) 등이 있다.

## 동물군
이 공원에는 30개의 목(目)과 98개 과(科) 중 441종이 넘는 척추동물이 있다. 피그미 로리, 검은 생크 두크, 노랑뺨 볏 긴팔원숭이, 곰, 아시아 흑곰, 아시아 알피누스, 가우어, 세로우 등과 같은 귀중한 희귀 동물을 포함하여 32종이 IUCN 적색 목록에 등재되었다.